# Ein Ölbrand
Ein Ölbrand (Originaltitel: Ein Oelbrand) ist eine Reiseerzählung von Karl May.

## Textgeschichte
Der Text erschien erstmals 1883 in Das Neue Universum und wurde zu Mays Lebzeiten kein zweites Mal veröffentlicht.
1916 verarbeitete Euchar Albrecht Schmid die Erzählungen Die Both Shatters und Ein Oelbrand zu einer Erzählung und veröffentlichte diese unter dem Titel Joe Burkers, das Einaug in Band 38 Halbblut der Gesammelten Werke, wo sie bis zum 1582. Tausend (1992) enthalten war. Zahlreiche Lizenzausgaben der Geschichte bzw. des ganzen Bandes sind bekannt.
Reprints der ursprünglichen Erzählung erschienen 1970 im ersten Jahrbuch der Karl-May-Gesellschaft und 1976 im Band Winnetous Tod des Karl-May-Verlags.
1978 erschien im Manfred Pawlak Verlag Herrsching der Sammelband Im fernen Westen als gebundene Ausgabe. Darin ist der Text unter der Überschrift Ein Ölbrand in modernisierter Fassung enthalten.
1980 gab Heinrich Pleticha in der Universal-Bibliothek bei Philipp Reclam jun. in Stuttgart den Band Arbeitstexte für den Unterricht. Indianergeschichten heraus, der eine bearbeitete Fassung des Textes unter dem Titel Tötendes Feuer enthält. Eine zweite Auflage des Bandes erschien 1995.
1982 gaben Siegfried Augustin und Walter Hansen den Karl-May-Sammelband Winnetou und der schwarze Hirsch im Verlag Albrecht Knaus heraus. Darin ist die Erzählung in bearbeiteter Form unter dem Titel Tödliches Feuer enthalten. Bald folgte eine Lizenzausgabe des Bandes für den Bertelsmann Lesering (1982) und eine Taschenbuchausgabe bei Heyne (1984).
Der Pawlak-Band wurde 1983 als Taschenbuch neu aufgelegt und eine satzgleiche Lizenzausgabe davon 1992 im Leipziger Kommissions- und Großbuchhandel.
In der DDR-Schülerzeitschrift Trommel erschien 1985 eine von Günter Wongel illustrierte modernisierte Fassung von Ein Ölbrand.
In der Romanheft-Reihe Das neue Abenteuer des Verlags Neues Leben Berlin erschien ebenfalls 1985 als Nr. 469 Der Ölbrand in gekürzter und bearbeiteter Fassung mit Illustrationen von Rudolf Grapentin.
Ebenfalls in der DDR wurde 1988 der Karl-May-Sammelband Es sei Friede! veröffentlicht, in dem der erste Teil der Erzählung enthalten ist.
In der bei Haffmans erschienenen historisch-kritischen Ausgabe Karl Mays Werke war die Erzählung in Band III.7, Der schwarze Mustang (1992), enthalten.
1996 erschien in der von Augustin und Hansen besorgten Karl-May-Ausgabe des Nymphenburger Verlags, in der so genannten Roten Reihe, der Sammelband Tödliches Feuer, der bei veränderter Reihenfolge die gleichen Geschichten enthält wie Winnetou und der schwarze Hirsch.
1998 wurde Ein Oelbrand in Band 80 Auf der See gefangen der Gesammelten Werke modernisiert aufgenommen.
In den 1990er Jahren veröffentlichte der Weltbild Verlag in der Reihe Weltbild Sammler-Edition den Sammelband Die Fastnachtsnarren und andere Erzählungen 1, der Ein Oelbrand in modernisierter Form beinhaltet.
2001 erschien bei Heyne die Anthologie Das große Pfadfinder-Lesebuch (Herausgeber: Walter Hansen). Mays Erzählung ist hier in bearbeiteter Form unter dem Titel Old Shatterhand am Bighorn River enthalten.
In der neu organisierten historisch-kritischen Ausgabe Karl Mays Werke erschien die Erzählung 2011 in Band IV.27 Im "wilden Westen" Nordamerika's.

## Inhalt
Old Shatterhand begegnet dem Sioux-Häuptling Pokai-Po (Tötendes Feuer), der ihm berichtet, dass er aufgrund eines Diebstahls der Weißen an den Sioux das Fort Caß angreifen will. Shatterhand schlägt ihm vor, dass er die Sache mit den Soldaten des Forts bespricht, um eine friedliche Lösung zu finden. Doch im Fort wurde ein Hinterhalt vorbereitet, um den Häuptling gefangen zu nehmen. Old Shatterhand sorgt dafür, dass Pokai-Po fliehen kann. Dabei belauscht er zufällig ein Gespräch, bei dem es darum geht, dass ein Schuft namens Olbers einen Ölprinz am Shayan-See berauben will.
Old Shatterhand und Winnetou machen sich daraufhin zum Shayan-See auf, um den Ölprinzen zu warnen. Dort angekommen, bereiten sie sich auf den Überfall der Bande des roten Olbers vor. Als dieser sieht, dass er erwartet wird, zündet er aus Wut den Ölsee an. Winnetou und Old Shatterhand werden vom Feuer in die Zange genommen, können aber im letzten Moment von Pokai-Po gerettet werden. Olbers und seine Bande kommen im Feuer um.